# 福尼
福尼，是匈牙利包尔绍德-奥包乌伊-曾普伦州所辖的一个村。总面积40.58平方公里，总人口368，人口密度9.1人/平方公里（2011年1月1日）。